# Jenokawan
Jenokawan – wieś w Armenii, w prowincji Tawusz. W 2011 roku liczyła 537 mieszkańców.